# Domótica
Domótica (do francês Domotique, da junção Domus "casa" com Immotique "automático") é o termo usado para caracterizar a integração dos mecanismos automáticos de um espaço residencial, simplificando o quotidiano das pessoas, satisfazendo necessidades de comunicação, de conforto e segurança. O termo surgiu com os primeiros edifícios nos anos 80 na França quando pretendia-se controlar a iluminação, climatização, e segurança, interligando esses elementos.
Desta forma permite-se o uso de dispositivos para automatizar as rotinas e tarefas de uma casa ou prédio. Normalmente são feitos os sistemas eletrônicos e os controles de temperatura ambiente, iluminação, alarmes de segurança, som e outros sistemas, utilizando uma uma central de comando inteligente, que por vezes é acoplada a um sistema com internet, para que possa ser acessada remotamente.
O projeto de domótica prevê todos os pontos de comunicação (Internet, telefone e TV), todos os pontos de áudio (som ambiente e home theater), todas as cargas que deverão ser controladas (luzes, alarmes, etc.), motores de passo para abertura de cortinas, a posição de todos os quadros de controle lógicos, dimensionamento de equipamentos, a posição de todas as tomadas e da central de aspiração, entre muitos outros itens que são estabelecidos com base na pesquisa de interesses realizada com o cliente antes da execução do projeto.

## Aplicações da domótica
A domótica utiliza vários elementos, de uma forma sistêmica. Vai aliar as vantagens dos meios eletrônicos aos informáticos, de forma a obter uma utilização e uma gestão integrada dos diversos equipamentos de uma habitação. A Domótica vem tornar a vida mais confortável, permitindo que as tarefas mais rotineiras e aborrecidas sejam executadas de modo fácil e integrado. No manuseamento do sistema poderá fazê-lo de acordo com as suas próprias necessidades. Poderá optar por um manuseamento mais ou menos automático. Nos sistemas passivos o elemento reage só quando lhe é transmitida uma ordem, dada diretamente pelo utilizador (interruptor) ou por um comando (poderá ser uma ordem ou um conjunto de ordens-macros).
Nos sistemas mais avançados, com mais inteligência, não só interpreta parâmetros, como reage às circunstâncias (informação que é transmitida pelos sensores), por exemplo detectar que uma janela está aberta e avisa o utilizador, ou que a temperatura está a diminuir e ligar o aquecimento, identificar a velocidade do vento e assim enviar um comando para fechar as janelas.
O controle remoto de casas de habitação deixa de ser uma utopia, pois a universalização de novas tecnologias está tornando este tipo de aplicação mais acessível à comunidade. A domótica permite o acesso às funções vitais da casa, da Internet, do seu "smartphone" e até mesmo do sistema de segurança eletrônica.

## Iluminação
Utilizando os módulos e aparelhos apropriados permite-lhe gerir os gastos de eletricidade, através das funções de regulação de intensidade. Juntamente com sensores de movimento e de luz solar, as luzes de uma divisão que se encontre vazia já não ficam acesas, não precisa de se preocupar em encontrar o interruptor do quarto às escuras, e as luzes exteriores acendem automaticamente quando começa a escurecer. Para a sua casa ter uma aparência de estar habitada (quando não se encontra em casa), basta programar as luzes para acender a determinadas horas e em determinadas divisões. Poderá otimizar o consumo de energia tendo em conta a presença/ausência, hábitos e horários.
- Controle de iluminação

Numa casa automatizada, pode-se pressionar um único botão e montar uma cena envolvendo diversas zonas (circuitos) de iluminação como, por exemplo, uma cena para o jantar, onde as luzes sobre a mesa estão acesas no máximo, as luzes na periferia da sala estão com apenas 10% de sua intensidade e as luzes que ressaltam quadros e esculturas estão à 80%. Outros sistemas e equipamentos podem ser acionados com as cenas de iluminação, tais como o som ambiente, a tela automática, o elevador do projetor, as cortinas, os toldos, etc.

## Cinema em Casa
O controle dos sistemas de Cinema em Casa por domótica permitem facilitar a sua utilização. Com a crescente utilização dos Tablet´s pelos usuário é possível reunir todos os comandos do sistema de seu cinema e criar Macros para realizar as tarefas simples como preparar o ambiente para assistir o filme conforme o gosto do usuário. Nesse função Macro é possível definir o volume previamente, fechar as cortinas e ligar o Ar Condicionado na temperatura pre estabelecida. 
Sendo coordenado com o Controle de Iluminação, caso exista essa vertente instalada, o Cinema em Casa controlado por domótica permite ainda o ajuste automático para um cenário de iluminação adequado.

## Som Ambiente
O som ambiente multizona pode ser controlado por domótica. Mediante a instalação de colunas em determinadas divisões ligadas a uma central de som, é possível cada utilizador escolher o que pretende ouvir na divisão em que está presente. Pode ainda partilhar a música do seu dispositivo portátil, como celular ou leitor de MP3, para a rede doméstica.

## Climatização
Programação de horários para ativar/desativar equipamentos de aquecimento, ventilação ou o ar condicionado, permitindo manter um nível de conforto (ou mesmo aumentando-o, por exemplo, quando liga o ar condicionado momentos antes de chegar a casa), poupando energia (funcionamento de acordo com os horários, presença e temperatura exterior) e não esquecendo a comodidade de poder efetuar uma chamada para casa para se certificar de que realmente desligou o aquecimento.

## Segurança
A domótica pode atuar a diversos níveis de segurança. O sistema, auxiliado por sensores, permite-lhe detectar fugas de gás, inundações, incêndios em fase inicial, cortando imediatamente as entradas e avisando-o (e a profissionais de manutenção e bombeiros) do sucedido de forma a serem tomadas providências. A segurança ao nível de detecção de intrusos também é relevante e levada em consideração pelo sistema. Através de completos sistemas de segurança (mas de instalação simples) poderá saber quem se encontra nas imediações de sua casa ou escritório, poderá criar programas que desincentivem possíveis intrusos e mesmo quando estes últimos são mais persistentes e se verifica a intrusão, existem mecanismos que o alertam a si (e a outras pessoas, que achar conveniente) do que se está a passar na sua propriedade. Com apenas alguns elementos de áudio e vídeo poderá ter permanentemente os seus bens vigiados. Podendo aproveitar o mesmo sistema para tomar conta das crianças que brincam no quarto ou no jardim.
- Monitoramento de imagens

Câmeras ligadas a alguma rede de comunicação (Internet, celular) permitem monitorar os ambientes da casa remotamente. Estando o sistema de monitoramento integrado ao sistema de alarme, as próprias câmeras podem funcionar como sensores de presença identificando qualquer situação de invasão, acionando o alarme e gravando as imagens.
- Controle de acesso

Através de leitura de padrões biométricos (impressão digital, padrão retinal, padrão de voz), é possível controlar o acesso às entradas da casa, além de "personalizar" o ambiente segundo um perfil cadastrado para o usuário.
Programas de automação residencial têm uma grande variedade de aplicações, mas também trazem alguns riscos a segurança se não forem observados alguns procedimentos de proteção. Casas inteligentes podem ser vulneráveis a ataques de invasores, podendo revelar padrões de comportamento dos proprietários a pessoas mal intencionadas. 
Para garantir mais segurança, os padrões de fábrica de aplicativos devem ser constantemente modificados, pois a prática reduz as possibilidades de mecanismos que utilizam força bruta (método de múltipla combinação de chaves para gerar acesso) para descobrir senhas de acesso aos sistemas de automação residencial. Evite usar senha e usuário "admin" .Combinações fáceis, como datas de aniversários, sequências ou números de telefones devem ser evitadas. Estes métodos são simples e diminuem as chances de ataque DDOS, baseados em dispositivos latentes com vulnerabilidades de acesso direto.
É possível reforça a segurança de seu sistema a partir de métodos que tornam o acesso mais restrito e menos suscetível a invasores. Uma opção é estabelecer uma Rede Privada Virtual (VPN). A construção de uma VPN segrega a comunicação da rede em múltiplos canais, estabelecendo criptografia de tunelamento ao acesso de usuários autenticados. Este método é bastante eficiente para evitar ataques DDOS e tem custo baixo, necessitando apenas do serviço do profissional de TI.

## Comunicação
- Apoiando-se no avanço das novas tecnologias computacionais e de telecomunicações, a domótica vem oferecer ainda mais vantagens. Não só permite visualizar (em ouvir) a partir da Internet, diversos ângulos de sua casa, permitindo-lhe descontrair totalmente quando se encontra em férias, como permite comunicar com o sistema, desligando a TV que ficou acesa, baixar o estore quando o sol incidir ou acender as luzes exteriores quando se estiver a aproximar de casa. O sistema áudio e vídeo e os meios multimídia vão ao encontro de pessoas que necessitam de cuidados especiais, permitindo a sua vigilância, e estes por sua vez têm um meio à sua disposição para comunicar e interagir com o mundo exterior.

- Redes sem fio

Sistema que possibilita a conectividade de redes computacionais sem o uso de fios, adequadas para quando se deseja mobilidade ou para quando as dificuldades para montar uma nova infra-estrutura física se apresentam muito grandes ou muito dispendiosas.
- Central de conectividade

Um dos principais benefícios da automação é a possibilidade de integrar sistemas, isso também é possível para os sistemas de dados, voz e imagem. Hoje, através de uma única central pode-se controlar com muito mais flexibilidade a distribuição dos sinais de Internet (dados), telefone (voz) e TV (imagem), comutando qualquer uma das tomadas de comunicação da casa entre essas três funções. Uma casa automatizada proporciona uma distribuição inteligente dos pontos de comunicação que podem mudar de função de acordo com as necessidades do usuário.

## Protocolos de domótica
Os protocolos de domótica são formas de comunicação entre equipamentos normalizadas. Ou seja, um equipamento só poderá comunicar com outro equipamento que obedeça ao mesmo protocolo. Normalmente os equipamentos tipo "central" possuem compatibilidade com vários protocolos ou módulos adaptadores que possibilitam comunicar com protocolos adicionais. Alguns dos protocolos mais vulgares, além dos protocolos proprietários, são os seguintes:
- X10
- EIB/KNX
- «DALI»
- PLC/BUS
- Konnex
- Insteon
- Zigbee
- Zwave
- FTC/ATOUCH/ONLY
- LoRa
- Rádio Frequência